# Храм Светог Василија (Песочин)
Храм Светог Василија је активна парохијска православна црква у селу Песочин,  у саставу Украјинска православна цркве (Московска патријаршија) – УПЦ (МП) као самоуправна православна црква са посебним статусом у оквиру Руске православне цркве у Украјини.

## Назив
Храм је добио име по једном од три велика јерарха  - Светом Василију Великом (грч. Ἅγιος Βασίλειος ὁ Μέγας; око 329–379), познатом као Василије из Цезареје,  утицајном теологу и епископу Цезареје (Кесарије) у Кападокији (Мала Азија) и оснивачем општежитељне монашке традиције у источном хришћанству.
Након примања крштења, године 357. обилази је манастире у Палестини, Египту, Сирији и Месопотамији, учећи се подвижништву и монаштву. У Египту је код архимандрита Порфирија провео годину дана у аскетизму, хранећи се само поврћем и воћем. Након тога је отишао на ходочашће у Јерусалим. Убрзо је и сам постао аскета, окупљајући око себе групу монаха укључујући и његовог брата Петра, на породичном имању близу градића Анесија на црноморској обали.

## Положај
Храм Светог Василија се налази у оквиру Дњепарске низије и Средње руског узвишења, у насељу Песочин на адреси  улица Првог маја  6а. 
Писочин је насеље урбаног типа у Харковском округ на северу Харковске области,  предграђе Харкова на Полтавској магистрали и Ново-Баварској авенији. Административни је центар сеоског савета Писочин , који обухвата и села Надточија , Олешки и село Рај-Олењивка . У околини храма налази се неколико античких насеља која су постојала у периоду од 2. миленијума пре нове ере до 3. века пре нове ере. У послератном периоду, Песочин се развија као индустријско предграђе Харкова.

## Историја
Први помен Песочина је 1732. године. Име потиче од реке Песочне, која се улива у Уди. Крајем 18. века Песочин је наведен као војно насеље. Касније, ово је село у Пересечненској области Харковског округа, које се ни по чему не истиче.
Прва православна црква у Песочину,  према књизи православног светитеља и историчара Филарета Гумилевског, подигнута је од дрвета 1670. године. Храм је добио име по једном од три велика јерарха  - Светом Василију Великом.   Црква је у том периоду била потчињена манастиру Курјаз, а он заузврат - Белгородској епархији (Слобода Украјина није имала своју епархију, па је морала да призна своју зависност од белгородског епископа, како би у војним и политичким пословима зависила од војвода). Али белгородске епископе нису много занимали обичаји Слободанско-украјинске цркве. Они су одмах почели да уводе своје законе: тако се митрополит Аврам супротставио украјинском обичају поливања новорођенчади и одлучио да их (на руски начин) потопи на крштењу.
Камена црква у част „васељенског учитеља“; изграђена је 1823. године, мада је у црквеним књигама из 1830. године записано је да се први (камени)  храм у Песочину појавио 1828. године. Храм је саградио свештеник Руске православне цркве Симеон (Теленговскиј). Помагали су му управник цркве Абрахам Шутка и мештани. У храму су тада били сребрни евхаристијски сасуди, пун црквени круг књига и четири звона на звонику.
Укупан број парохијана те 1828. године био је 488 мушкараца и 549 жена. Тако је, према овом документу, у Писочинској Васиљевској цркви 1828. године било 1037 парохијана.  Тај број се значајно смањио 1870. године када је почела је епидемија колере, која је усмртила велики број људи и стоке, па је 1864. године у селу Писочин  било само 393 мушкарца и 409 жена. Крајем 1880-их година  становништво се полако повећавало и појавила се потреба за проширењем храма.
Године 1888. поднета је „молба” Конзисторији за проширење Василијеве цркве. А 22. јануара 1890. године примљен је извештај од свештеника насеља Олшанскаја - Алексија Грекова, у којем је овако обавестио архиепископа харковског и октирског Амвросија о завршетку  Писочинске цркве:
У селу Песочина Васиљевска црква је проширена са две бочне камене ивице - северном у име Иверске Богородице и јужном - у част првих апостола Петра и Павла, као и проширена западним делом црква, која ради у јулу 1889. године, јуче и завршена.
Али са завршетком цркве материјално стање локалног свештенства није се поправило, па чак ни погоршало. Разлог је била лоша жетва и недостатак земље, због чега свештенство није добијало ни храну ни новац, јер су парохијани од јесени били принуђени да купују хлеб.
Средином 19. века , после Кримског рата , кнез Дмитриј Иванович Свјатополк-Мирски , који је командовао пуком,  уз помоћ својих војника ископао је и изградио 15 бара (ттопе ) у ланцу од Песочина до Љуботина укључујући и Песочин.
Године 1890. храм је посетио познати проповедник, касније свети праведни Јован Кронштатски , о чему се на храму налази спомен -плоча . Он је у овом храму служио у цркви молебан за водоосвећење. Том приликом из Харкова је пуштен додатни приградски воз до станице Рижов, јер је према речима савременика, за време боравка протојереја Јована Кронштатског у Песочину,  дошло више од сто хиљада људи да прими његов благослов. Везано за овај храм постоји веровање  да је  Јован Кронштатски изрекао  пророчанство, које се и обистинило, да овај храм неће бити разорен ни у годинама тешких времена.

## Храм у време совјетске власти
Пре Велике октобарске револуције црква је била поуздан ослонац и гарант понизности становништва. Али почетком 1920-их година  указом Комесарског већа забрањена је делатност цркве. По овом указу, сва имовина Василије Василијевог храма била је потчињена локалној управи – Војнореволуционарном комитету.
У периоду 1920-их и 1930-их година Васиљевска црква је била канонски православна и припадала је Харковској и Ахтирској епархији Руске православне цркве. Према записима у њој је 1932. године свештеник  био је Ковалевски Павел Дмитријевич, рођен 1876. године. 
Током 1926. године у околини храма основана је Курјажска дечија колонија названа по Горком, коју је водио познати учитељ Антон Макаренко. Радила је до краја 1930-их.

### Храму Другом светском рату
У августу 1943. године, приликом ослобађања Харкова од немачке окупације , совјетске трупе су напредовале преко Коротича и Реј-Еленовке како би опколиле немачку харковску групу са југозапада. Фашистичке јединице су се браниле, а минобацачку батерију Немци су поставили у јарку реке Песочне североисточно од Песочинске цркве.  На срећу, храм није оштећен од узвратне ватре.

### Новоизграђене светиње
У Песочину су 2010 -их година подигнуте две православне капеле: у част Светог Пантелејмона код санаторијума „Гров” и у име свештеномученика Александра, архиепископа харковског, у близини округа „Мобил”